# Dom Bosco
Dom Bosco är en kommun i Brasilien.   Den ligger i delstaten Minas Gerais, i den sydöstra delen av landet, 210 km sydost om huvudstaden Brasília. Antalet invånare är 3 817.
Omgivningarna runt Dom Bosco är huvudsakligen savann. Runt Dom Bosco är det mycket glesbefolkat, med 4 invånare per kvadratkilometer.